# Choi Yun-suk
Choi Yun-suk (최 윤숙) (5 september 1979) is een schaatsster uit Zuid-Korea.
Op de Olympische Winterspelen 2002 reed Choi op de 1500 meter, waar ze 29e werd.